# Rosen aus dem Süden

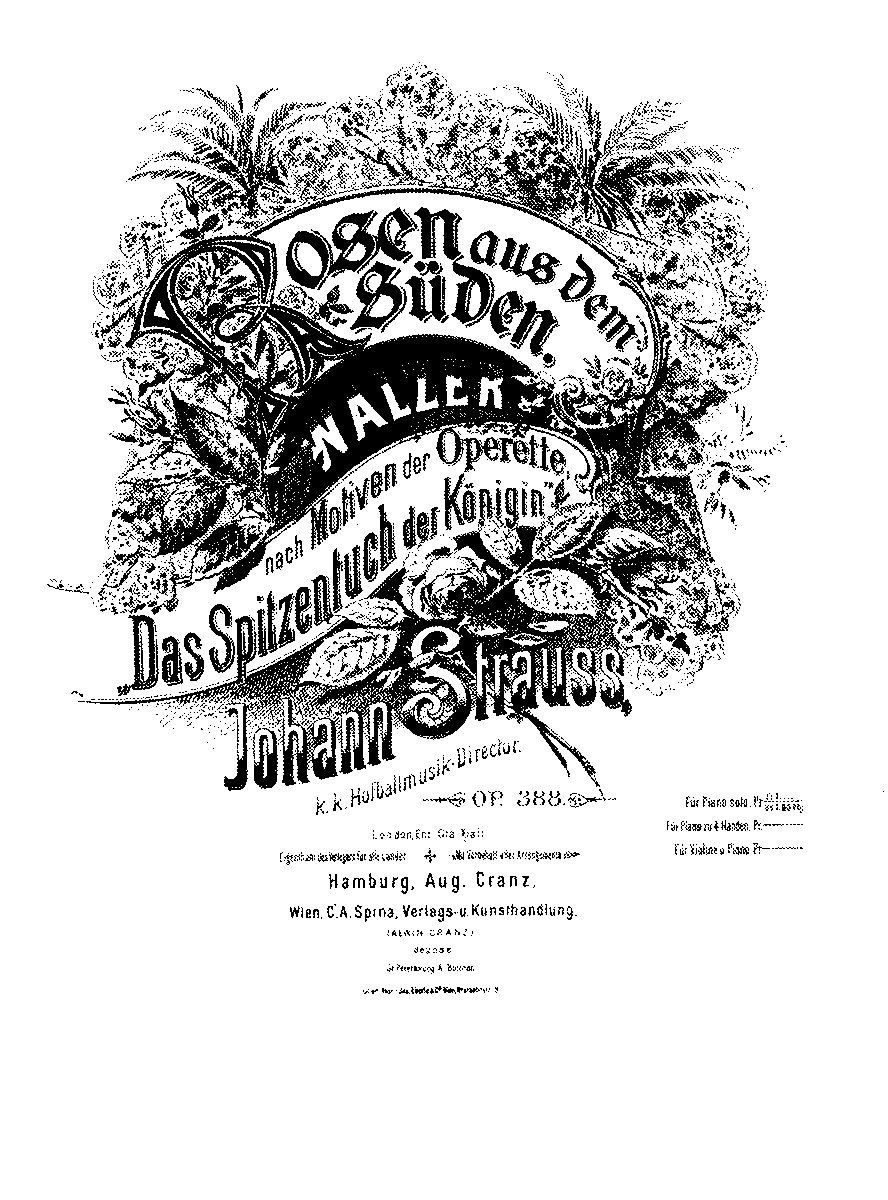
Klaverutdraget till Rosen aus dem Süden.

Rosen aus dem Süden, op. 388, är en konsertvals av Johann Strauss den yngre. Den spelades första gången den 7 november 1880 i Stora konsertsalen i Musikverein i Wien. 

## Historia
Den 1 oktober 1880 hade Johann Strauss operett Das Spitzentuch der Königin premiär på Theater an der Wien. Texten byggde på en pjäs av Heinrich Bohrmann, Cervantes, från 1879. Bohrmann skrev ursprungligen libretto till Franz von Suppé men då denne avböjde gick anbudet till Strauss. Operetten fick god kritik men Strauss tvivlade på att den skulle bli långvarig på repertoaren. Men han hyste inga tvivel om sin konsertvals Rosen aus dem Süden, som han snabbt hade arrangerat utifrån motiv från operetten och vars klaverutdrag publicerades endast fyra dagar efter operettens premiär. 
Valsen innehåller två av de nummer som kritikerna särskilt prisade: Kungens "Trüffel-Couplet" i akt I: "Stets kommt mir wieder in den Sinn" (vars refräng Strauss hävdade att han skrev om tolv gånger!); och Cervantes romans i akt II: "Wo die wilde Rose erblüht". Melodierna återfinns i valsen såsom Vals 1 och Vals 2A. Ordet "Süden" (Södern) i titeln är förmodligen ett tillägg av Strauss efter det att valsen hade tillägnats kung Umberto I av Italien. Det första publicerade klaverutdraget har ingen dedikation och visar endast en illustration av rosor och palmblad i en spetsnäsduk. Det andra utdraget är lätt reviderat vad gäller noterna och har en bild med en rosbeklädd veranda och en vulkan (förmodligen Vesuvius) och är tillägnad kung Umberto I.
Valsen framfördes första gången den 7 november 1880 vid en söndagskonsert i Musikverin under ledning av Johanns broder Eduard Strauss.

## Om valsen
Speltiden är ca 8 minuter och 23 sekunder plus minus några sekunder beroende på dirigentens musikaliska tolkning.
Valsen var ett av sju verk där Strauss återanvände musik från operetten Das Spitzentuch der Königin:
- Rosen aus dem Süden, Vals, Opus 388
- Burschenwanderung, Polka-francaise, Opus 389
- Gavotte der Königin, Opus 391
- Spitzentuch-Quadrille, Kadrilj, Opus 392
- Stürmisch in Lieb' und Tanz , Polka-Schnell, Opus 393
- Liebchen schwing Dich, Polkamazurka, Opus 394
- Matador-Marsch, Marsch, Opus 406

## Weblänkar
- Rosen aus dem Süden i Naxos-utgåvan.